# Vera Sola

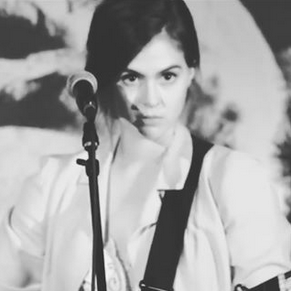
Vera Sola (2017)

Vera Sola (* 18. November 1989 in Los Angeles, Kalifornien, Vereinigte Staaten als Danielle Aykroyd) ist eine US-amerikanisch-kanadische Singer-Songwriterin, Multiinstrumentalistin und Plattenkünstlerin.

## Leben und Karriere

### Biografie
Vera Sola wurde am 18. November 1989 als Danielle Aykroyd als Tochter des Schauspielers Dan Aykroyd und der Schauspielerin Donna Dixon in Los Angeles, Kalifornien, geboren. Sie wuchs zwischen New York und Kanada auf. Sie besuchte die Saint Ann’s School (Brooklyn) und schloss ihr Studium der Literatur an der Harvard University ab. Nach dem College arbeitete sie beim Radio und als Synchronsprecherin. Sie ist immer noch als Voiceover- und Erzählerin für Fernsehen und Kino tätig.
Sola ist von Natur aus schüchtern gegenüber ihrer Familie und hat beschlossen, sich von ihrem bekannten Namen zu distanzieren, um auf eigene Faust eine Karriere in der Musik aufzubauen. In Interviews hat sie auch erklärt, dass sie, obwohl sie stolz auf ihre Abstammung ist, ihren Namen nie wirklich mochte, aber nie dazu kam, ihn zu ändern. Der Künstlername entstand als das, was sie als „prätentiösen, irgendwie beißenden Insider-Witz mit mir selbst, wenn auch mit einem Silberstreifen der Aufrichtigkeit“ bezeichnet.

### Musikkarriere
Sie dachte nicht daran, sich ernsthaft mit Musik zu beschäftigen, bis ein langjähriger Freund, der Songwriter Elvis Perkins, sie dazu ermunterte, seiner Tourband beizutreten. Sie tourte und nahm mit Elvis während und nach seinem Albumzyklus „I Aubade“ auf. Sie schreibt Elvis zu, dass er sie auf die Bühne gebracht hat und spielt in seiner Band immer noch Bassgitarre und andere Instrumente.
Erst im Februar 2017, nach einer Reihe lebensverändernder Ereignisse, entschied sie sich, eine Solokarriere in der Musik anzustreben. Sie ging ins Studio, um Shades aufzunehmen, und nahm kurz darauf den Namen Vera Sola an. Sola spielte, arrangierte und produzierte das gesamte Album selbstständig und erzählte dem Flood Magazine über den Prozess: „... es ist das direkte Ergebnis meiner Realität, persönlich und global, die in einem dunklen, desorientierenden, traurigen und oft sehr lustigen Feuer unterging ... Als ich mich schließlich dazu überredete, es aufzunehmen, dachte ich, Freunde würden dazu kommen und etwas beitragen, aber die Natur der Dinge zog mich letztendlich dazu, alles selbst zu spielen und zu arrangieren. Also ... es ist ein ungebrochenes Gefäß meiner eigenen Energie, im Guten wie im Schlechten. Es war purer Ausdruck ohne Erwartungen. Ich hatte nie vorgehabt, es zu veröffentlichen. Aber hier sind wir.“
Im Oktober 2017 veröffentlichte sie eine EP mit Misfits-Covern mit dem Titel Last Caress, die die Aufmerksamkeit von Branchenexperten auf sich zog.
Die erste Single von Shades wurde im August 2018 über ihr Label Spectraphonic im Eigenverlag veröffentlicht, das am 9. November 2018 das Album herausbrachte. Darauf spielt sie eine Reihe unkonventioneller Instrumente, darunter Knochen, Ketten und zerbrechendes Glas.
Der Musikblog The Line of Best Fit gab dem Album 9/10 Punkte und schrieb: „So virtuos und erfolgreich spielt sie, Shades ist mit dem kompromisslosen Stolz einer Gruppe von tourenmüden Sessionmusikern verbunden. Es ist kaum zu glauben, dass dies das Werk einer einzigen Person ist.“ Die Sunday Times nannte sie „ein unbestreitbar einzigartiges Talent“ und bezeichnete „Shades“ als unverzichtbare Neuerscheinung.
Das französische Musikmagazin Magic gab ihm 6/6 und ernannte es zur Nummer 2 der Platte des Jahres und nannte es ein „absolutes Meisterwerk“.
Im November 2018 wurde sie vom Rolling Stone Magazine als eine der „Top Ten Country Artists You Need to Know“ bezeichnet, wobei ihr soziales Gewissen hervorgehoben und ihre Stimme mit der von Nancy Sinatra verglichen wurde.

### Live-Auftritte
Solas Bühnenpräsenz wurde als hypnotisch, „fesselnd, fast halluzinatorisch“ beschrieben. Sie wurde als aus einem David-Lynch-Film stammend beschrieben. Obwohl sie nicht sehr bekannt war, erhielt ihr Auftritt 2018 beim berühmten Le Guess Who? -Festival in den Niederlanden begeisterte Kritiken. Der griechische Blog ClockSound schrieb: „Ihre persönliche, theatralische und moderne Interpretation von Americana und der Musik der Jahrhundertwende (20er, nicht 21er) hat mich von dem Moment an gefesselt, als ich das Hertz betrat... Ihre Lyrik und der Einfluss, den die Poesie darauf hatte, erinnern mich stark an – und das kommt von einem sehr großen Fan – Leonard Cohen.“
In einer Live-Auftrittskritik im Magazin Loud and Quiet wird sie als „ein Westworld-Androide, der außer Kontrolle geraten ist; ein lebender Anachronismus, der sowohl zu durchschnittlichem Bühnengeplänkel fähig ist als auch die Charaktere ihrer Songs mit voller Kraft in Beschlag nimmt und sich während ihrer Auftritte bewegt, als sei sie von ihnen besessen.“
Sola ist mit vielen verschiedenen Musikern und Instrumenten auf der Bühne aufgetreten, darunter auch mit einem Streichquartett. Normalerweise spielt sie Gitarre, die sie mit einem einzigartigen Fingerpicking-Stil spielt.
Sie tourte durch die Vereinigten Staaten und veranstaltete dort die Vorpremiere von Sixto Rodriguez, dem Protagonisten des mit einem Oscar ausgezeichneten Dokumentarfilms Searching for Sugar Man.
Sola trat im März 2019 bei der Bombay Beach Biennale auf, einem dreitägigen Festival mit Kunst, Musik und Vorträgen in der Wüste Südkaliforniens.

## Filmografie
- 1991: Valkenvania – Die wunderbare Welt des Wahnsinns (Nothing But Trouble)
- 1993: Die Coneheads (Coneheads)
- 2009: Quality Time (Kurzfilm)

### Als sie selber
- 2014: Born to Explore (Fernsehserie, 1 Folge)
- 2022: Last Stop before Chocolate Mountain